# Noordelijke huismuis
De noordelijke huismuis (Mus musculus musculus) is een muis die voorkomt in grote delen van Europa en Azië. Het is een van de vijf genetische vormen binnen de huismuis (Mus musculus). De grens met de westelijke huismuis loopt van Denemarken door Duitsland en Oostenrijk en door de Balkan tot Bulgarije. Ook in de Kaukasus ontmoeten de beide vormen elkaar. In Oost-Azië grenst zijn verspreidingsgebied aan dat van de Aziatische huismuis (M. m. castaneus). De Japanse populaties zijn waarschijnlijk ontstaan uit een kruising tussen de Aziatische en noordelijke huismuis. Ook op IJsland komt de noordelijke huismuis voor.